# Bob Falkenburg
Robert Falkenburg, detto Bob (Brooklyn, 29 gennaio 1926 – Santa Ynez, 6 gennaio 2022), è stato un tennista statunitense.

## Biografia
Falkenburg ha avuto dei problemi respiratori che non lo ostacolavano nella vita di tutti i giorni ma lo mettevano in difficoltà come atleta.

Per questo sviluppò un metodo per gestire il problema, si concentrava sulla vittoria di un set solo quando si sentiva in condizione migliore dell'avversario, se invece si sentiva inferiore non faceva il minimo sforzo per vincere il set.

Jack Kramer scrisse che "la tipica partita di Falkenburg poteva finire con il risultato di 6–4, 0–6, 6–4, 0–6, 7–5". Inoltre durante la partita cercava l'opportunità di cadere per terra per poter riprendere il fiato.

Questo tipo di gioco infastidiva particolarmente gli spettatori Inglesi e come scrisse Kramer "a Wimbledon l'impressione generale era che Falkenburg fosse un pessimo sportivo".

Nel 1944 raggiunse la prima finale in uno slam, al doppio maschile degli U.S. National Championships insieme a Don McNeill, sconfiggendo la squadra composta da Bill Talbert e Pancho Segura.

L'anno successivo nello stesso torneo raggiunge la finale del doppio misto insieme a Doris Hart ma vengono sconfitti da Margaret Osborne e Bill Talbert.

Nel 1947 raggiunge la finale del doppio maschile a Wimbledon assieme a Kramer e vincono la finale battendo Tony Mottram e Bill Sidwell.

Al Torneo di Wimbledon 1948 ottiene la sua unica vittoria nel singolare maschile in un torneo dello Slam sconfiggendo in finale John Bromwich.

È stato inserito nella International Tennis Hall of Fame nel 1974.
Suo figlio Bobby è stato sposato per alcuni anni con l'attrice brasiliana Silvia Bandeira.

## Finali del Grande Slam

### Vinte (1)
| Anno | Torneo    | Avversario in finale | Risultato               |
| 1948 | Wimbledon | John Bromwich        | 7–5, 0–6, 6–2, 3–6, 7–5 |